# Valve Index
Valve Index — шлем виртуальной реальности, разработанный американской компанией Valve. 
Как и шлемы наподобие Oculus Rift, Index представляет устройство, подключаемое кабелем к персональному компьютеру, и не может использоваться отдельно от него. При создании Index разработчики из Valve руководствовались основным принципом комфорта для пользователя — чтобы пользователь мог не снимать шлем часами, не утомляясь. Index использует LCD-дисплей разрешением 2880×1600 — по 1440×1600 для каждого глаза — с регулируемой частотой обновления вплоть до 144 Гц. Два специальных регулятора позволяют настраивать физическое расстояние между экраном и глазами и угол поля зрения — до 130°. Вместо наушников шлем использует динамики, находящиеся на некотором расстоянии от ушей.
Особенностью Index является пара контроллеров для рук — эти контроллеры, на этапе разработки носившие название Knuckles, призваны распознавать движения каждого пальца по отдельности. В отличие от геймпадов Oculus Rift или HTC Vive, пользователь не сжимает эти контроллеры в руке, а крепит к ладони и продевает пальцы в специальную рамку с 87 датчиками, считывающими движения пальцев — это позволяет проделывать сложные жесты и манипуляции с виртуальными объектами. Контроллеры Index также совместимы со шлемами HTC Vive и Vive Pro.
Анонс игры в виртуальной реальности Half-Life: Alyx, также разработанной Valve с расчётом на использование вместе с Index, значительно подстегнул интерес потребителей — на начало 2020 года общий тираж Valve Index составил 149 тысяч устройств, и в январе 2020 года устройство невозможно было купить, поскольку все запасы в магазинах и на складах были разобраны. Устройства вновь вернулись в продажу в марте 2020 года, перед выходом Half-Life: Alyx.